# Aeranthes arachnitis
Aeranthes arachnitis es una orquídea epífita originaria de las islas Mascareñas.

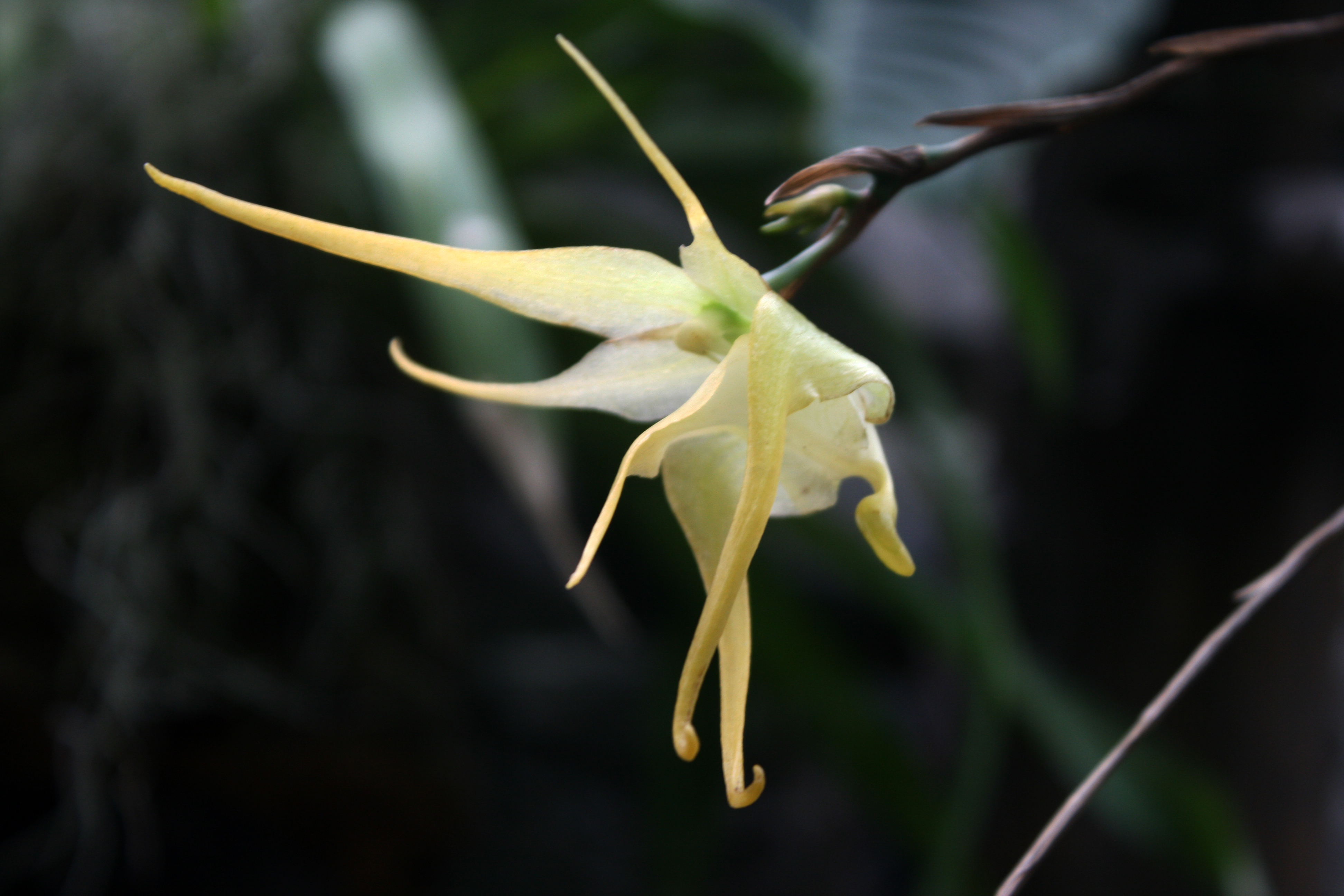
Vista de la flor

## Distribución
Se encuentra  en las islas Mascareñas.

## Descripción
Es una planta pequeña de tamaño que prefiere clima cálido a fresco, es epífita con un tallo corto  que tiene  varias hojas liguladas,  de color verde pálido, con el ápice bi-lobulado de manera desigual y que florece en una inflorescencia de 20 cm de largo, colgante, con una sola flor abierta sucesivamente, en un racimo con unas pocas y fragantes flores de 5 cm de ancho que se producen en el verano y el otoño.

## Taxonomía
Aeranthes arachnitis fue descrita por  Lindl. y publicado en Botanical Register; consisting of coloured . . . 10: t. 817. 1824.
Etimología
Aeranthes (abreviado Aerth.): nombre genérico que deriva del griego: "aer" = "aire" y "anthos" = "flor" que significa 'Flor en el aire', porque parece que flotara en el aire.
arachnitis: epíteto latino que significa "como araña".
Variedades
- Aeranthes arachnitis var. arachnitis
- Aeranthes arachnitis var. balfourii S.Moore in J.G.Baker (1877).

Sinonimia
- Aeranthes grandiflora Lindl. 1833
- Dendrobium arachnites Thouars 1822[1][5][6]